# Bulbophyllum inaequisepalum
Bulbophyllum inaequisepalum är en orkidéart som beskrevs av Rudolf Schlechter. Bulbophyllum inaequisepalum ingår i släktet Bulbophyllum och familjen orkidéer. Inga underarter finns listade i Catalogue of Life.